# Solubilisation saline

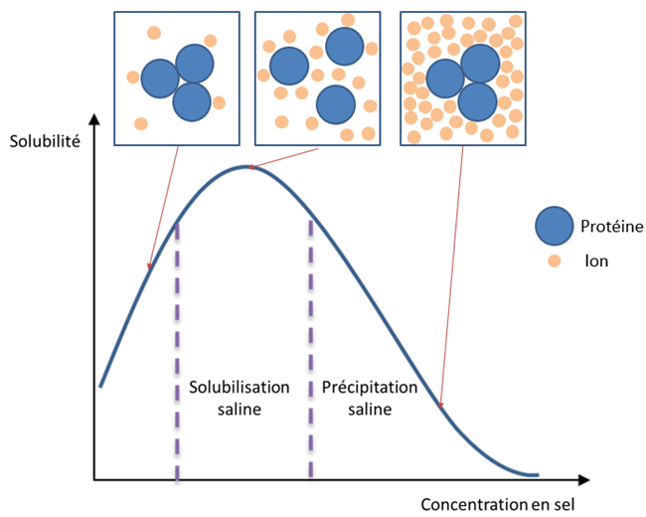
Influence de la force ionique (concentration en sel) sur la solubilité des protéines.

La solubilisation saline (salting in en anglais) est le phénomène de l'augmentation avec la force ionique, de la solubilité dans l’eau de certaines substances tels que les protéines. Ce phénomène est observé à faible force ionique d’une solution. La force ionique correspond à la concentration en sel dissous dans une solution. Pour des solutions de forces ioniques élevées, la solubilité diminue avec la concentration en sel, on parle alors de précipitation saline ou relargage (salting out en anglais).

## Description
Les ions des sels interagissent avec les charges ioniques des protéines et jouent ainsi le rôle de contre-ions. Ces contre-ions forment un écran qui empêche les molécules de protéines d'interagir entre elles. Ceci augmente leur solubilité.
La solubilité d’une protéine dépend de la quantité du sel utilisé mais aussi de sa composition.